# Justicia brevispica
Justicia brevispica är en akantusväxtart som beskrevs av Raymond Benoist. Justicia brevispica ingår i släktet Justicia och familjen akantusväxter. Utöver nominatformen finns också underarten J. b. ampla.